# Шувакишский железоделательный завод
Шува́кишский (также Шевакишский) железоде́лательный заво́д — железоделательный завод кустарного типа, располагавшийся около озера Шувакиш в черте современного Екатеринбурга и действовавший в 1706—1716 годах.

## Географическое положение

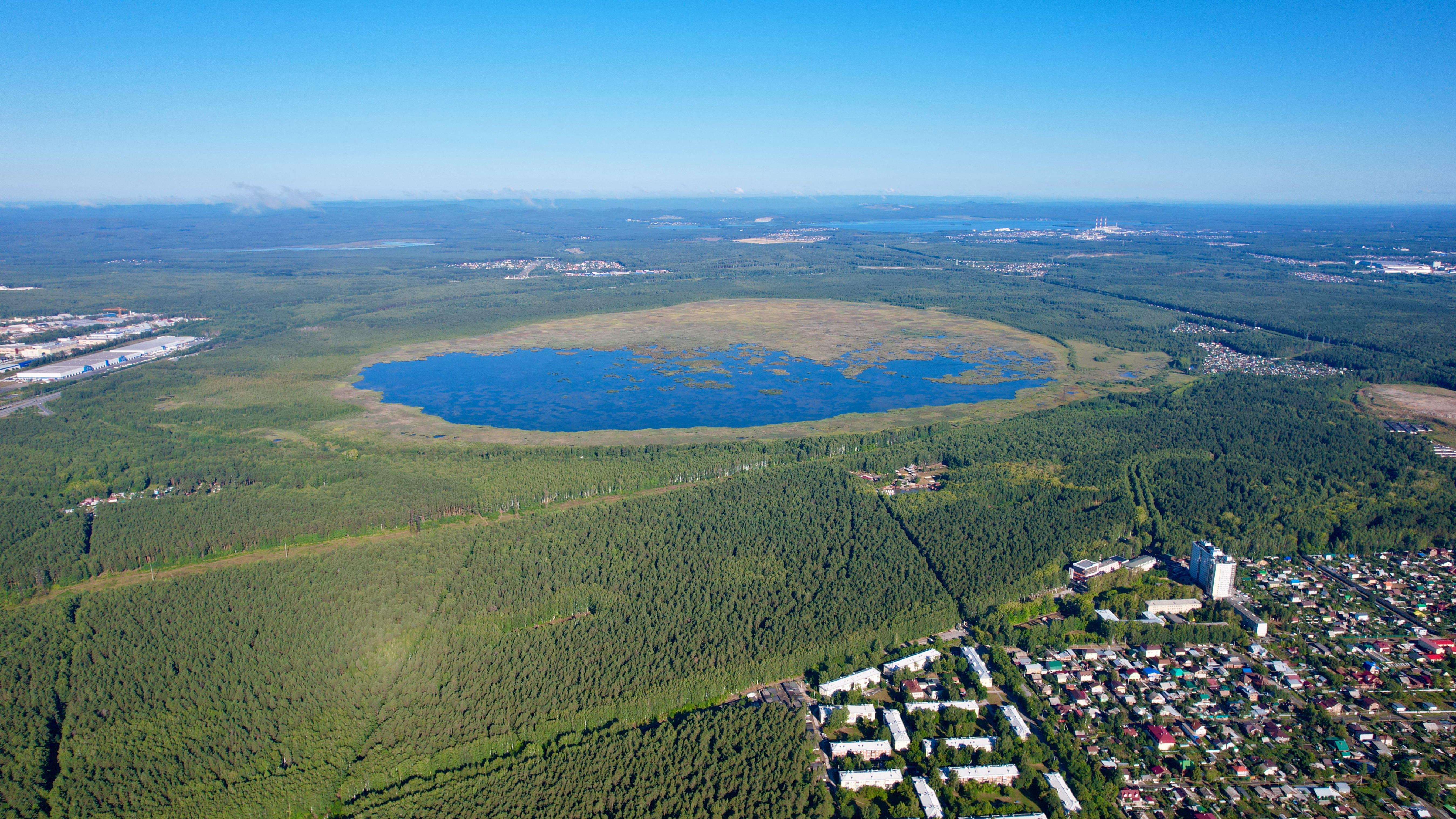
Вид на озеро Шувакиш

Памятная плита и куски крицы на месте бывшего завода в Шувакишском лесопарке
Плотина завода находилась на реке Шувакиш, вытекающей из озера Шувакиш и впадающей в реку Пышма.
В 1992—1993 годах в районе расположения завода под руководством Е. А. Курлаева проводились археологические раскопки. В результате исследований были найдены остатки заводской плотины, образцы руды и крицы, а также инструменты и заводское оборудование. Отдельные находки были переданы в коллекцию Верхнепышминского краеведческого музея.
В 2004 году на месте бывшего Шувакишского завода был установлен памятник в виде небольшой беседки с мемориальным камнем. Вблизи памятника обнаруживаются части оборудования и куски металлургического шлака и крицы, оставшиеся после остановки завода.

## История создания
В 1704 году началось строительство завода «по указу Великого Государя и по указной тобольской памяти московитин, тяглец Новомещанской слободы Ларион Игнатьев сын Мясников» с условием выплаты десятого пуда железа в казну. В 1706 году по иску своего кредитора — купца Степана Болотова Ларион с женой и заводом был отдан «в зажив» за 300 рублей.
А в 1708 году Л. И. Мясников был убит неизвестными. Его жена сдала завод в аренду арамильским крестьянам, работавшим на заводе, скорее всего, по свободному найму. В 1710 году во время восстания башкирские всадники сожгли дотла заводские строения, многие работники погибли или были уведены в плен, был угнан скот. Завод занимался плавлением руды и выделкой криц, которые проковывались в других местах, например на Уктусском заводе, где шувакишские крицы выступали в роли полуфабриката для выделки уклада. С. Болотов в 1712 году продал завод нижегородцу Ивану Леонтьеву Маслянице, но летом 1715 года и этого заводчика убили беглые люди. После этого по распоряжению губернатора завод был передан работникам Уктусского завода тулянам А. Мингалеву и Е. Ермилову.
В 1716 году завод прекратил свою деятельность, на момент закрытия им управлял молотовой мастер Уктусского завода М. Пастухов.

## Оборудование завода
По данным Н. К. Чупина, в 1708 году оборудование Шувакишского завода состояло из 4 больших и 2 малых молотов, а также 4 ручных мехов, двух печей, расположенных в деревянном амбаре (6×3 метра). Выплавленные крицы весом до 29 килограммов ковались в чистое «железо» с использованием одного вододействующего молота, действующего от поступающей воды с плотины. Плотина состояла из 6 клетей, длиной 30 метров, шириной 6 метров, высотой в 21 ряд брёвен. Причём в 1706 году ларь, молот и колесо ещё не были построены, а в 1715 году ларей уже не было, а плотина уже считалось ветхой.

## Продукция
Вероятно, руду на завод доставлялась с месторождений болотной руды на территории Арамильской слободы, но есть данные и об использовании на заводе в качестве сырья бурого железняка. Завод производил кричное железо и сдавал на Уктусский завод, так, в 1715 году Иван Леонтьев Масленица сдал 135 пудов, а в 1716 году 94 пуда. Крицы с Шувакиша использовались в качестве полуфабриката для выделки укладного железа на Уктусском заводе.